# Ferme comtoise
Pour les articles homonymes, voir Ferme et Comtois.
Une ferme comtoise ou ferme à tuyé est une ferme-chalet agricole traditionnelle ancestrale de Franche-Comté généralement équipée d'un tuyé (particulièrement dans le Haut-Doubs).

## Architecture
La ferme comtoise est un bâtiment « monobloc » (pour se protéger de la dureté hivernale du climat franc-comtois), avec une structure et une charpente en sapin ou en épicéa et des murs du rez-de-chaussée en pierre

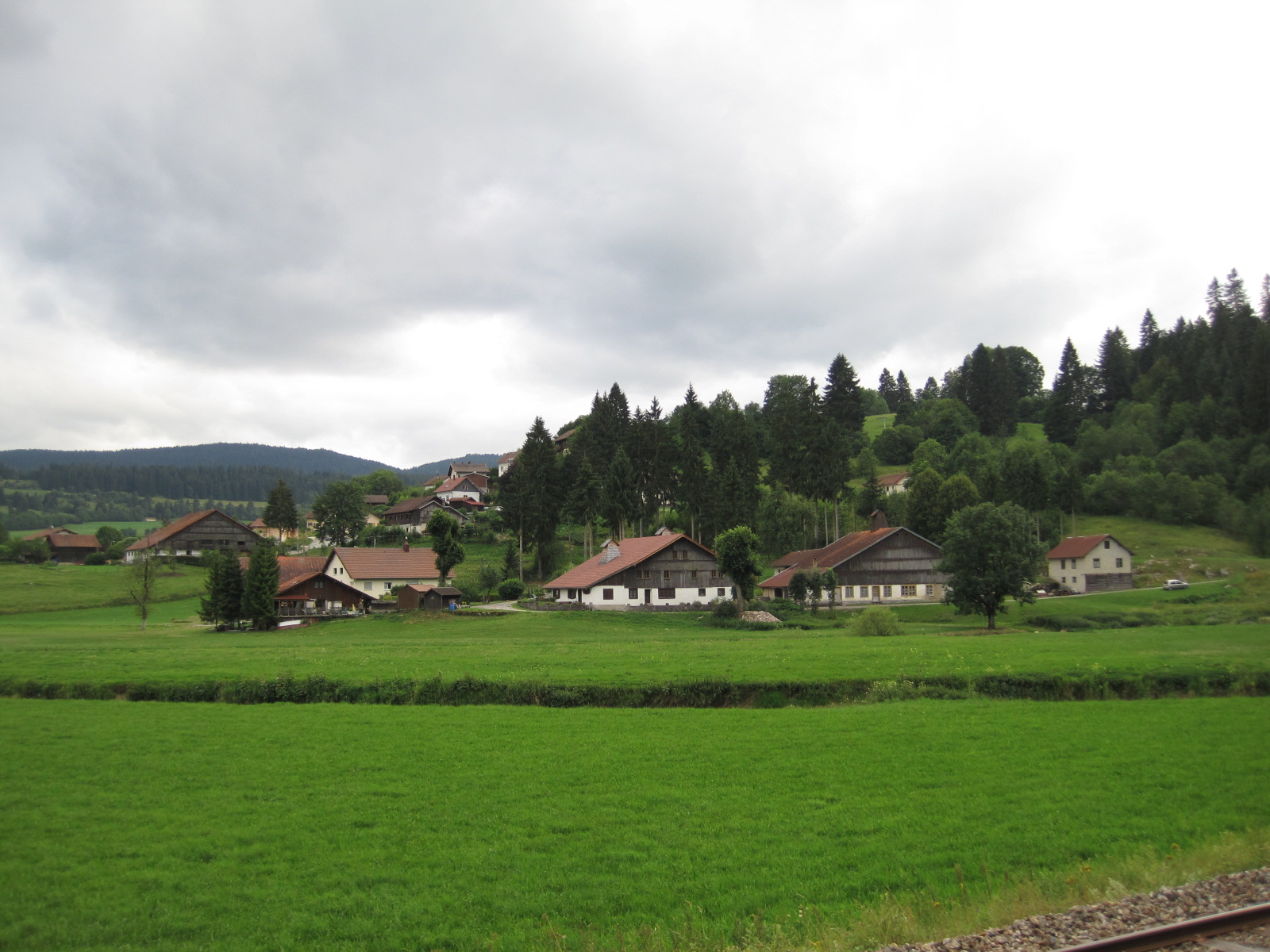
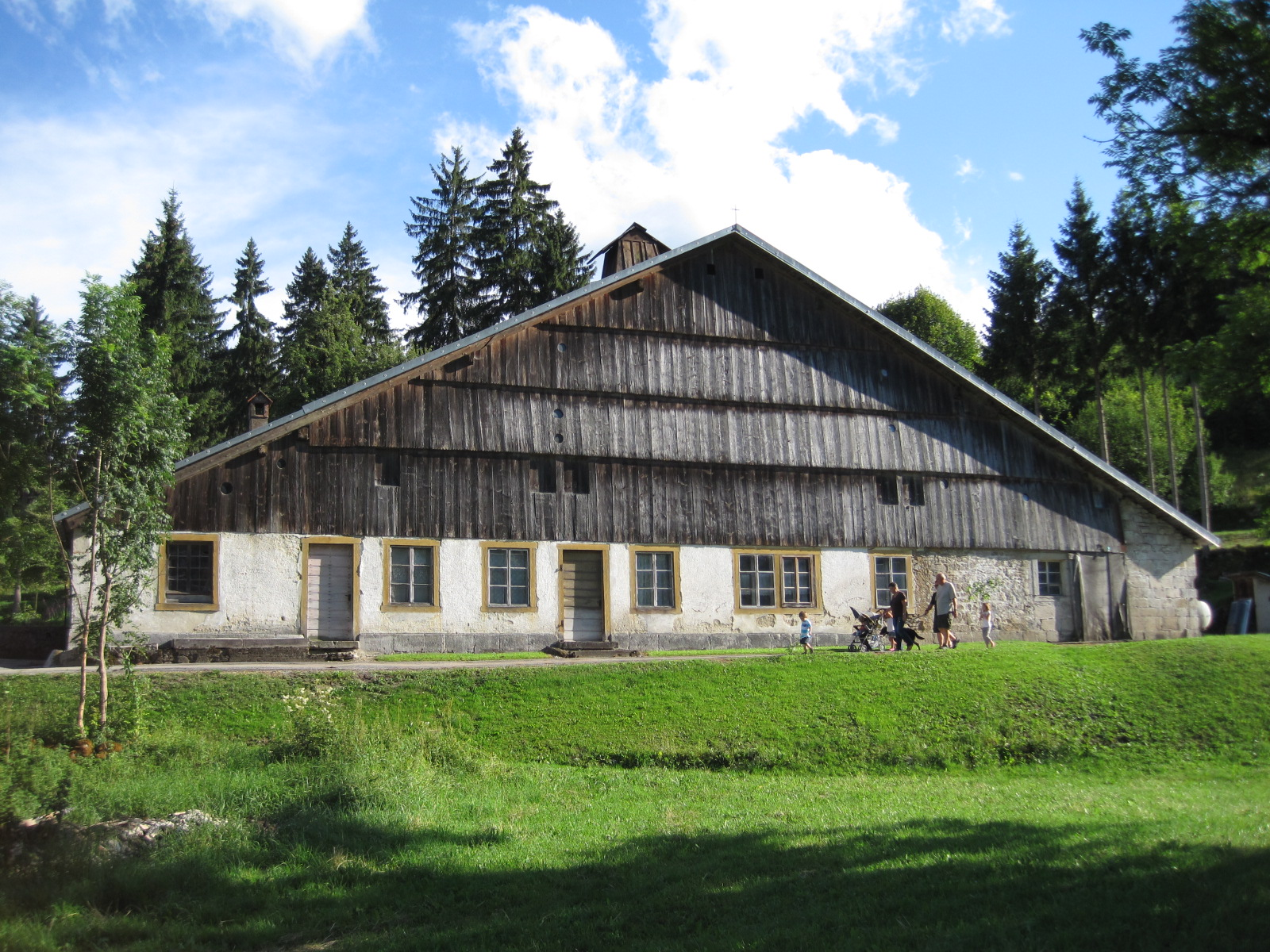
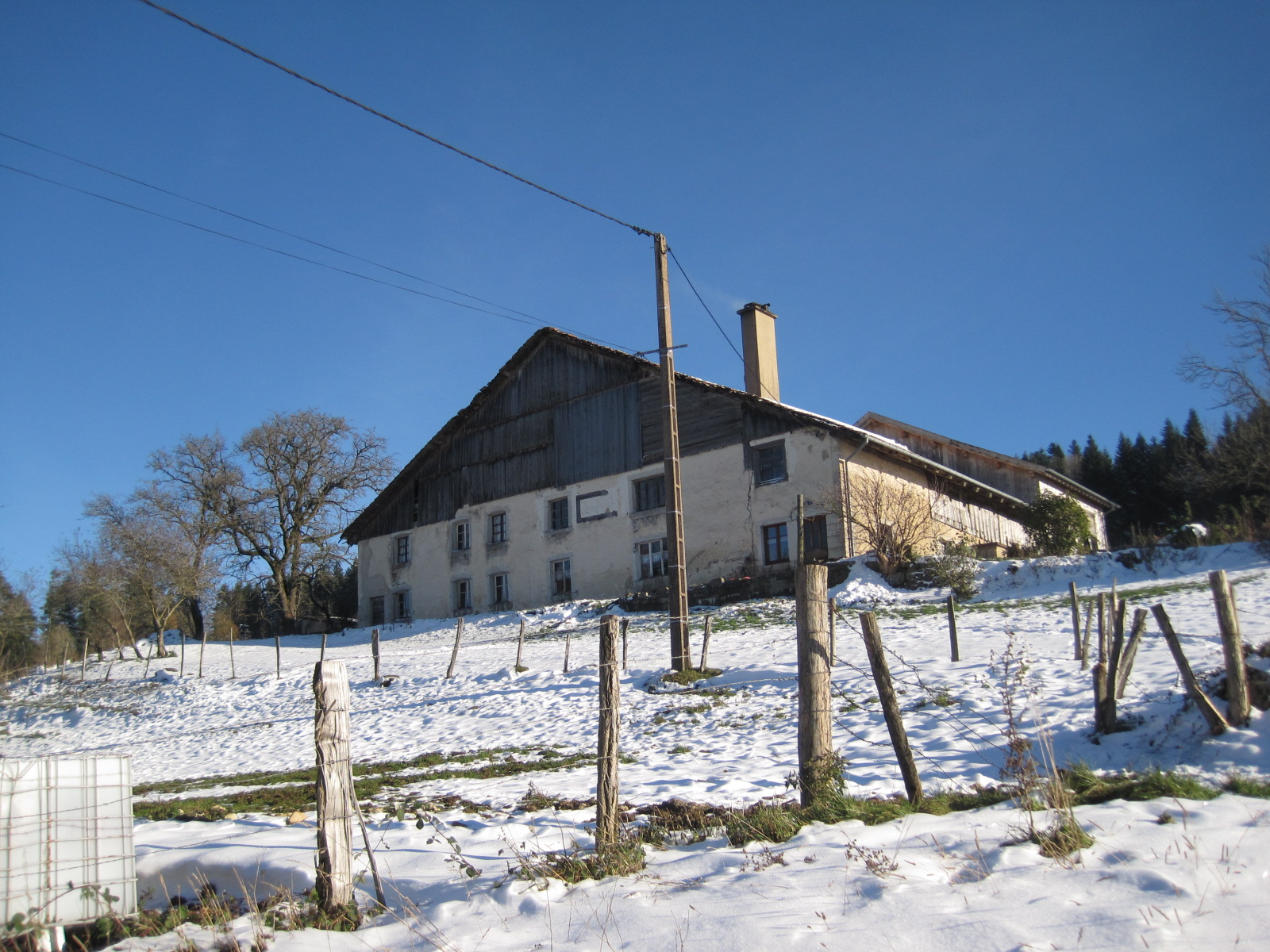

Elle est recouverte sur les faces les plus exposées aux intempéries de bardeaux ou de tavaillons (planchettes d'épicéa ou de métal, souvent valables plusieurs centaines d'années, disposées comme des tuiles pour isoler du froid). Le toit descend généralement très bas pour mieux supporter le poids d'importantes couches de neige (isolant thermique). Son importante surface permet de recueillir l'eau de pluie ou de fonte des neiges par des chéneaux traditionnellement en bois raccordés à une citerne (complément d'eau de source).

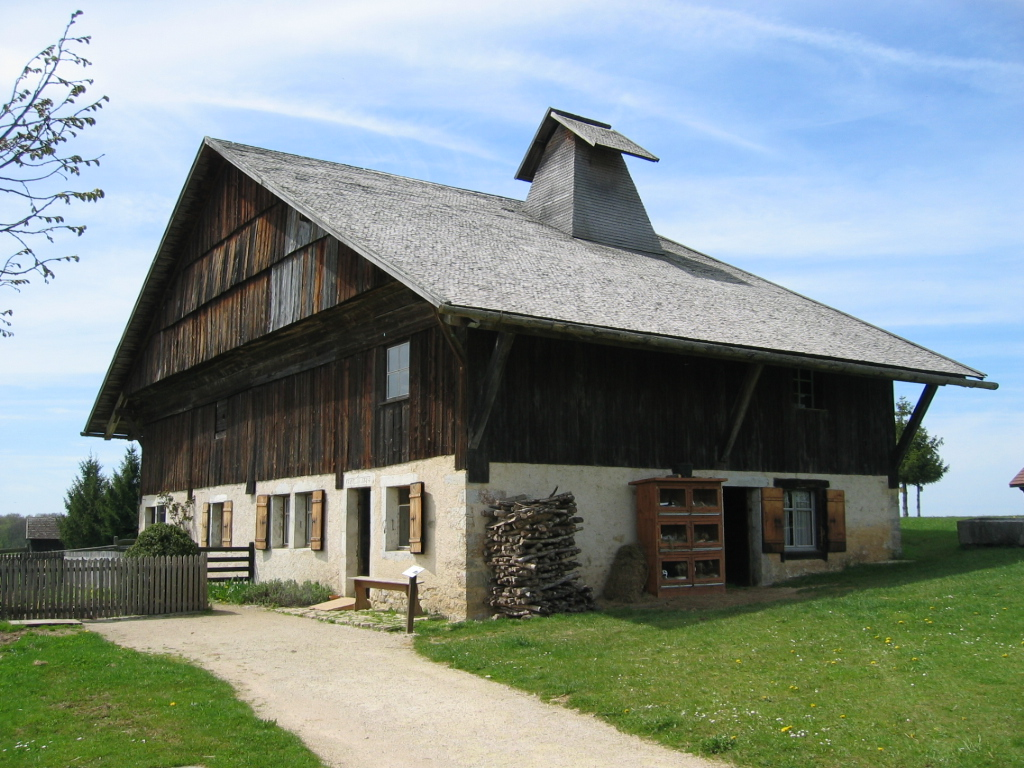
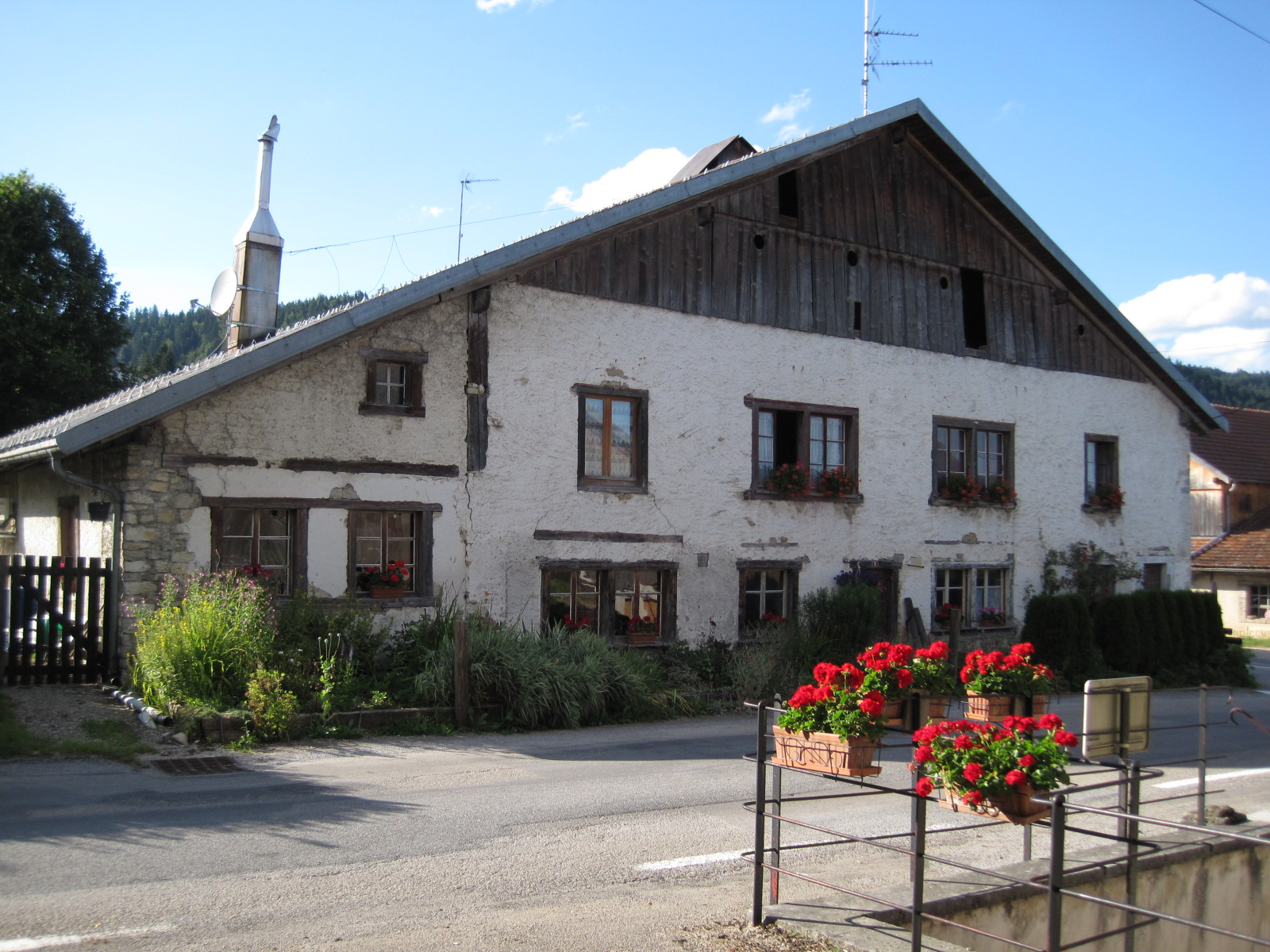
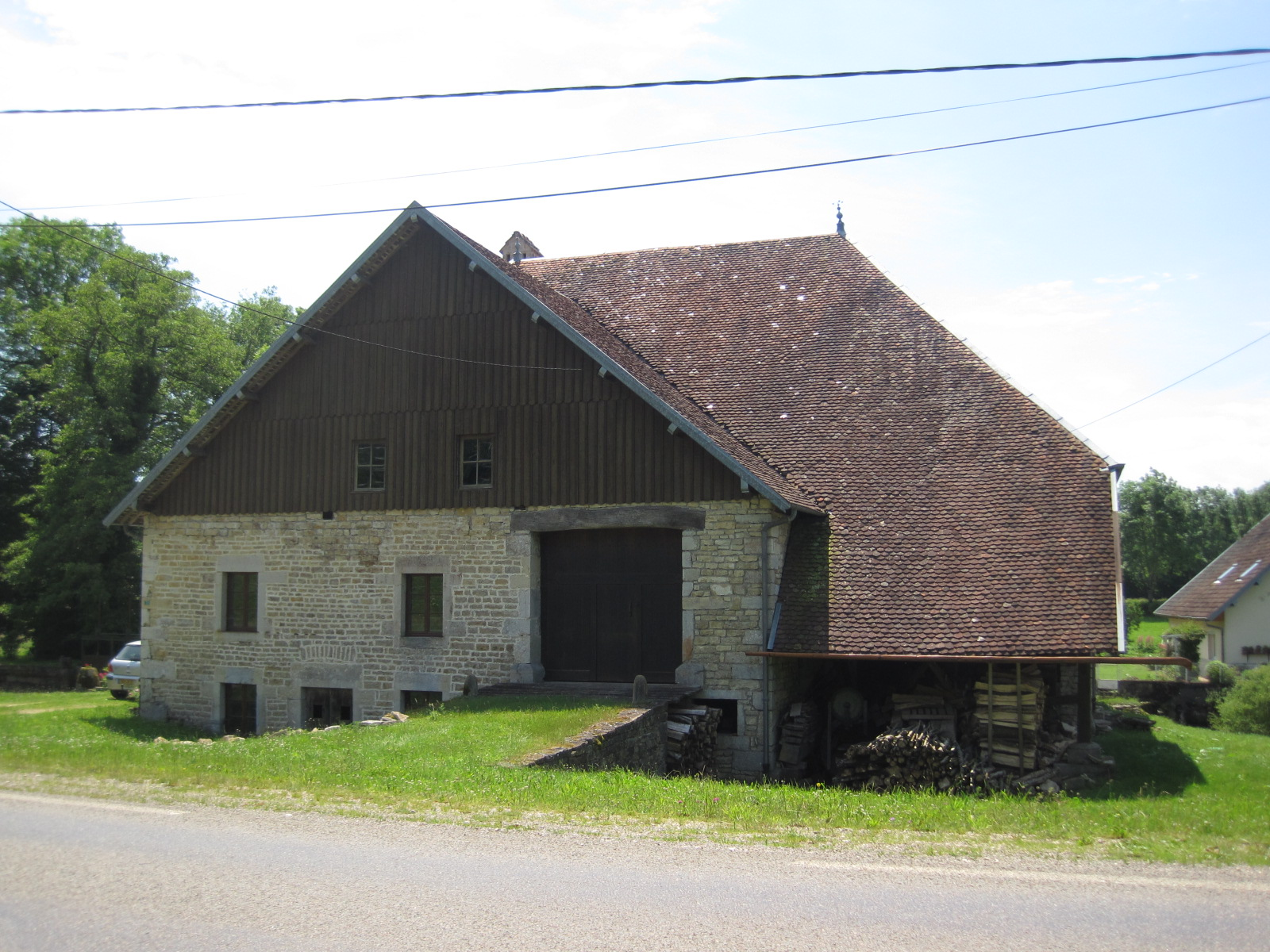
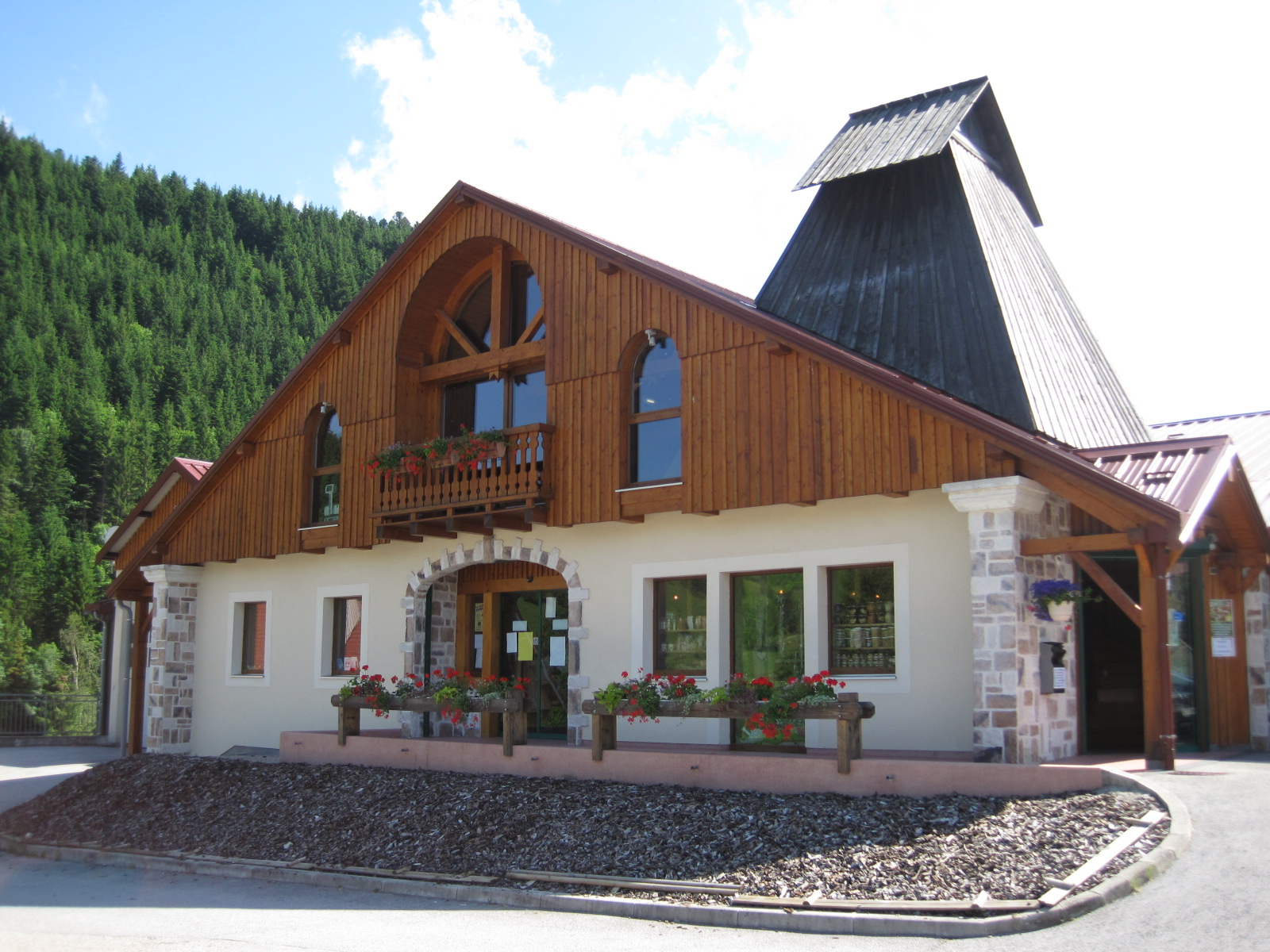

L'étable (et écurie) est contigüe à la partie habitation rustique, pour la réchauffer naturellement par la chaleur animale, et pour éviter de sortir nourrir le bétail durant l'hiver. La grange à l'étage, est suffisamment grande pour contenir suffisamment de fourrage (isolant thermique) pour des hivers qui peuvent durer 6 mois.

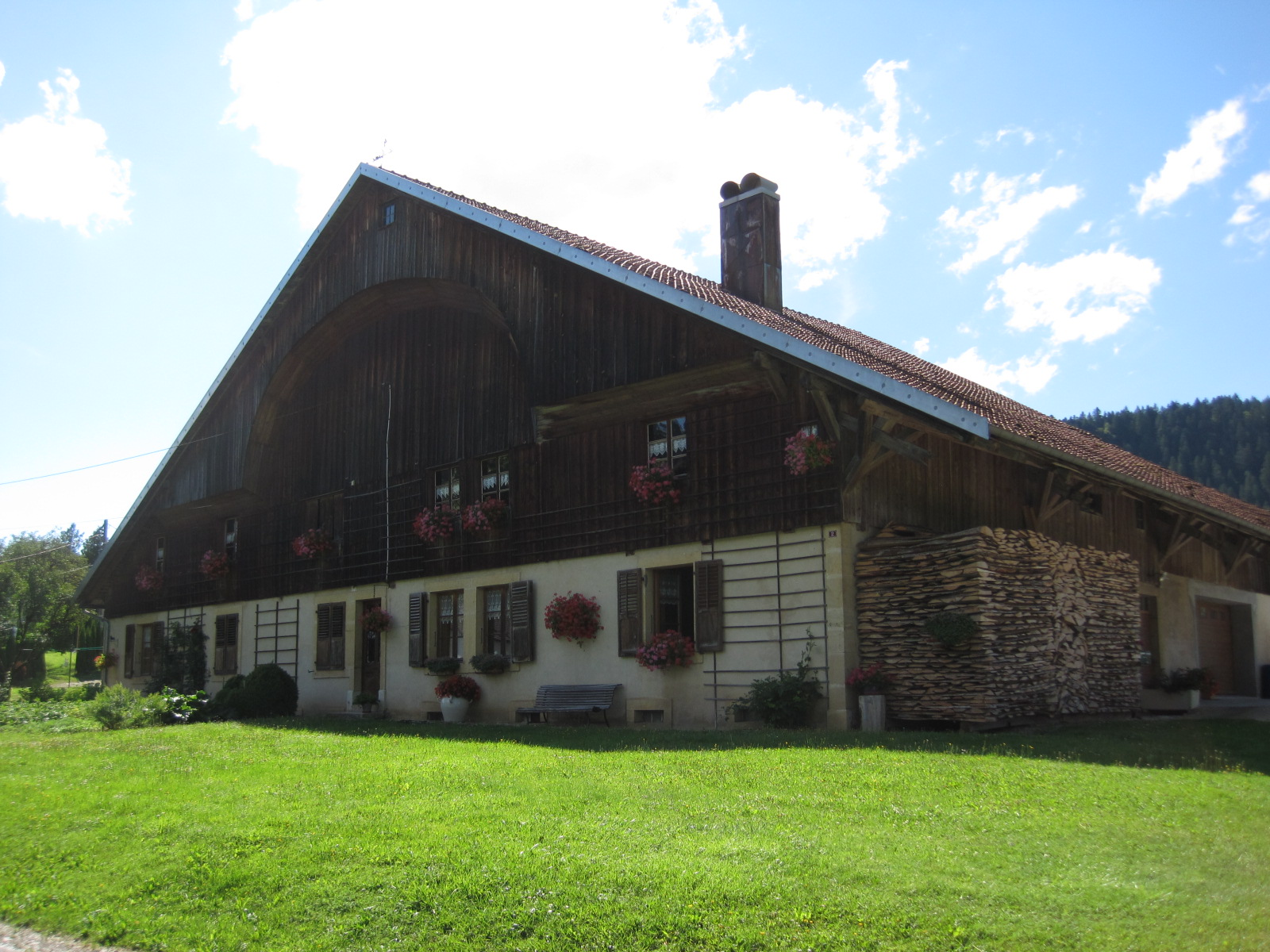
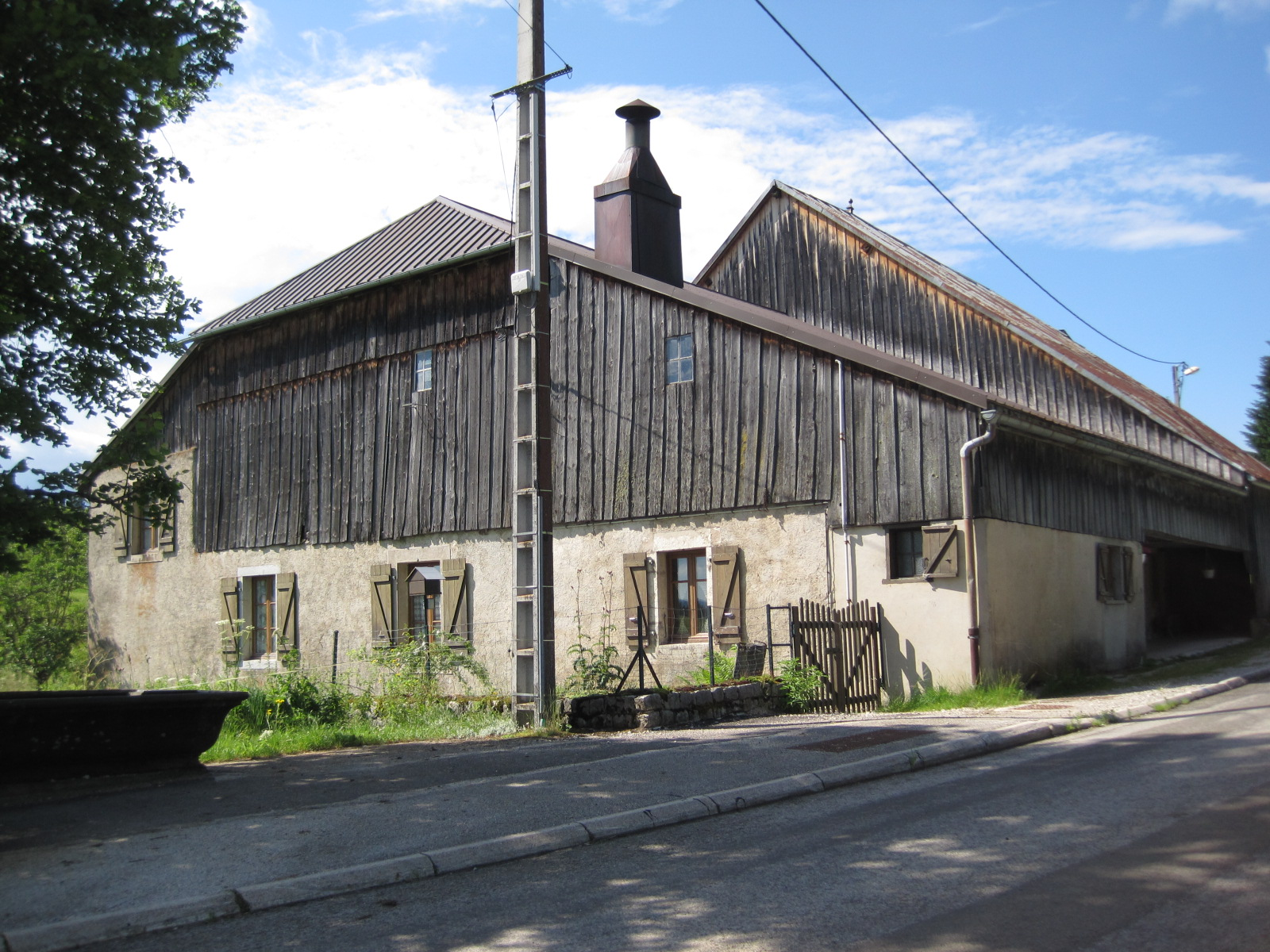
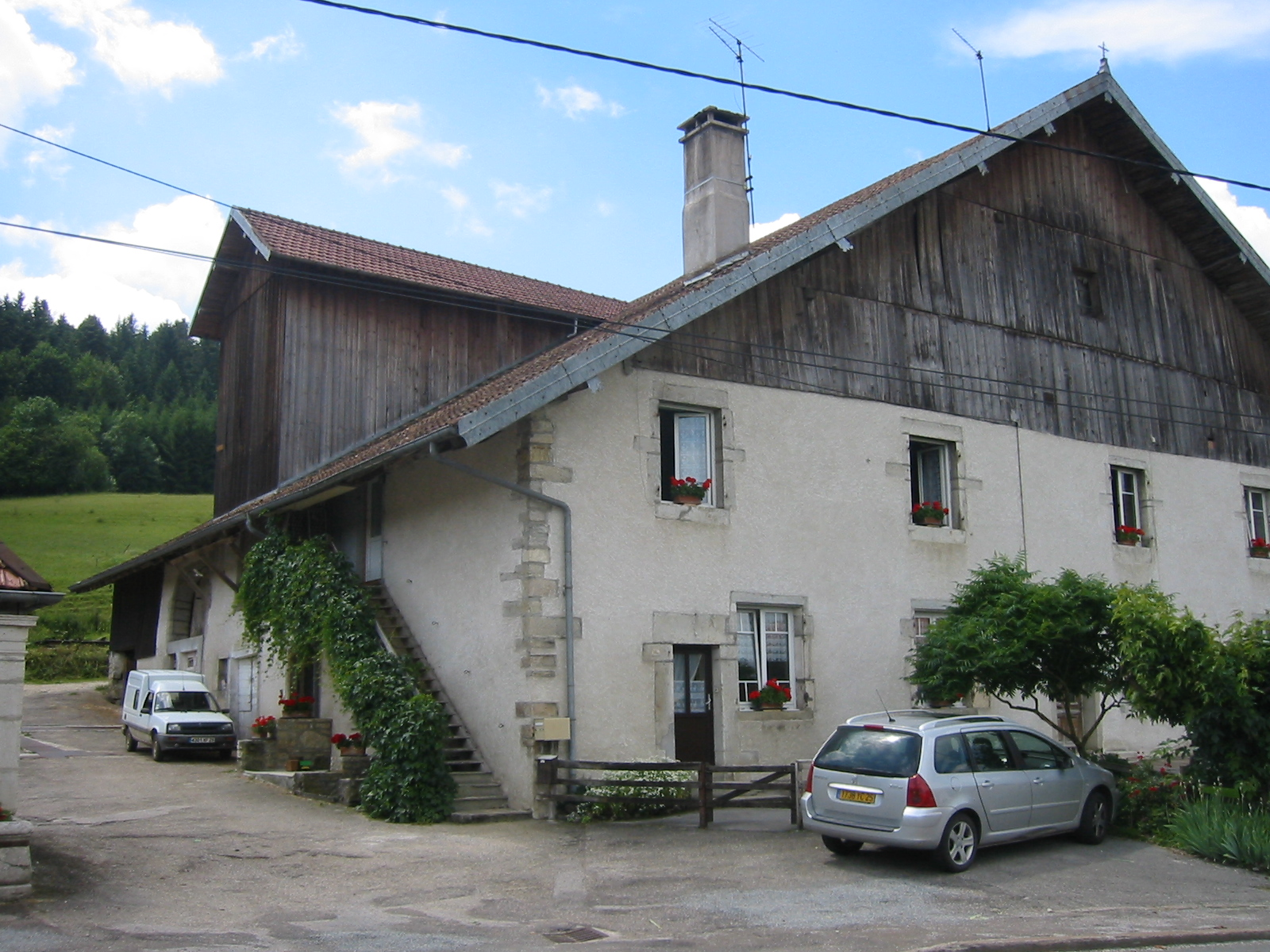
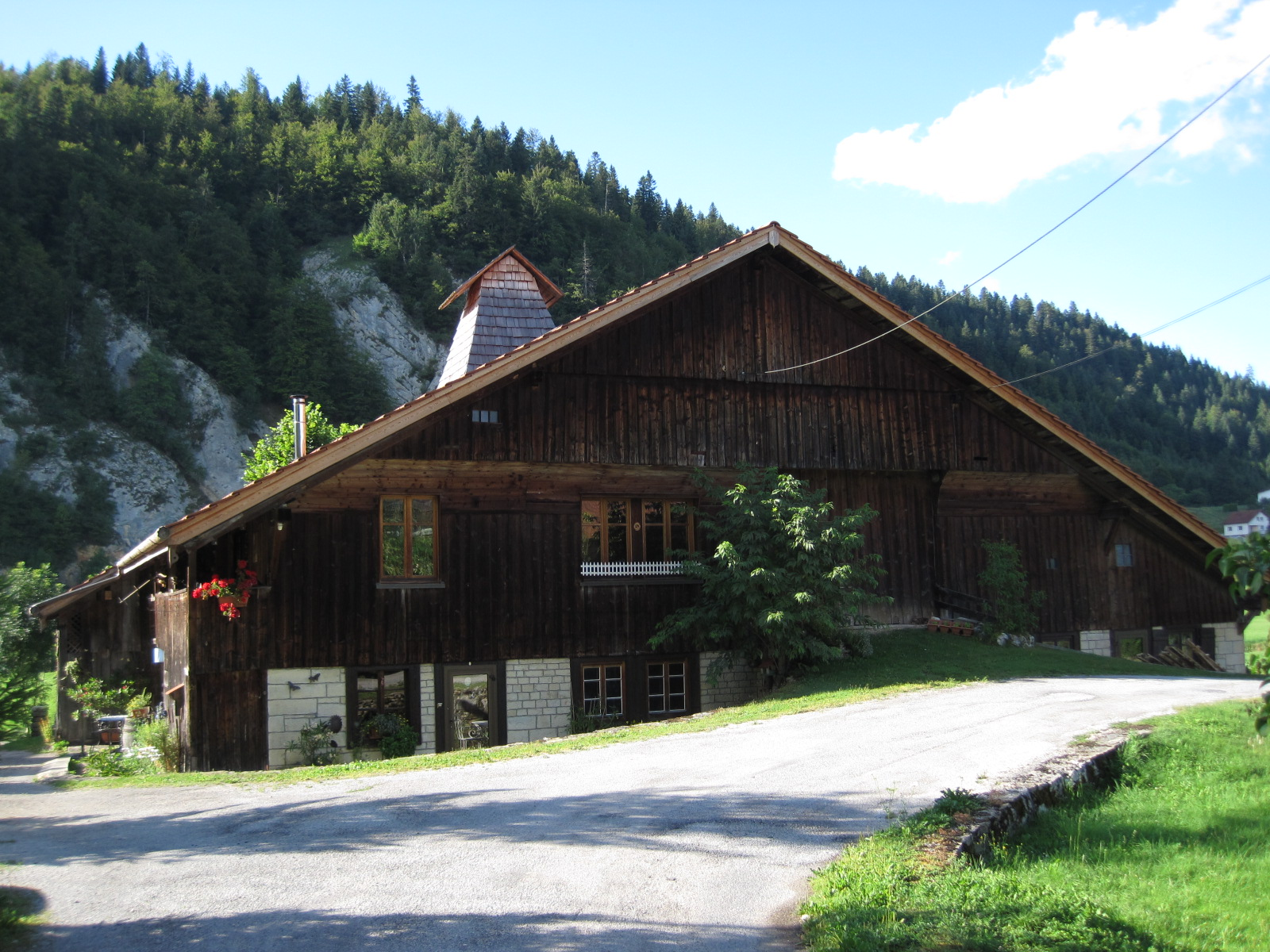

Les fermes comtoises sont souvent équipées de tuyé (pièce et cheminée en bois pour le fumage et la salaison de charcuterie franc-comtoise) et d'une levée de grange (plan incliné permettant aux véhicules agricoles d'accéder à la grange).

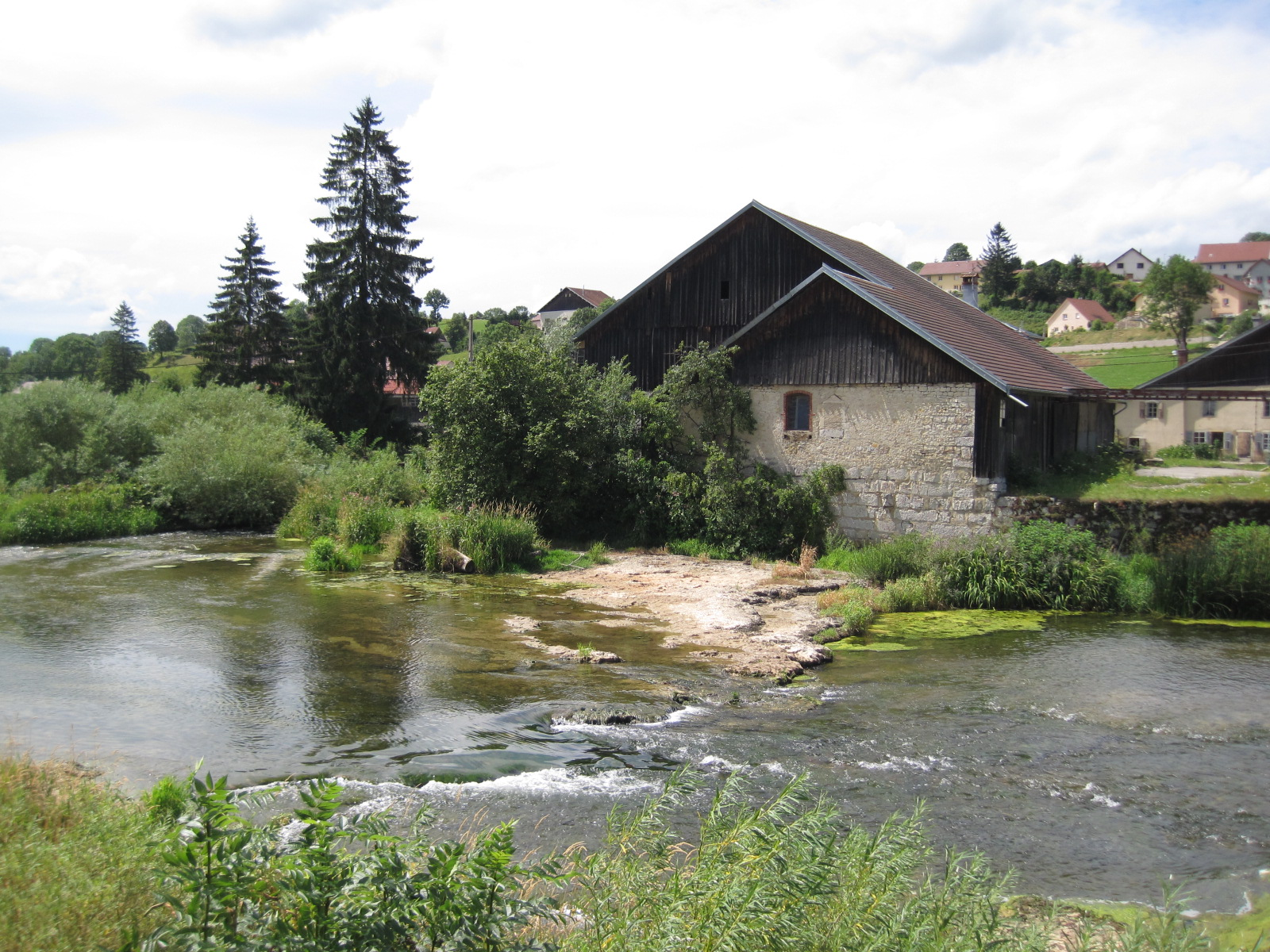
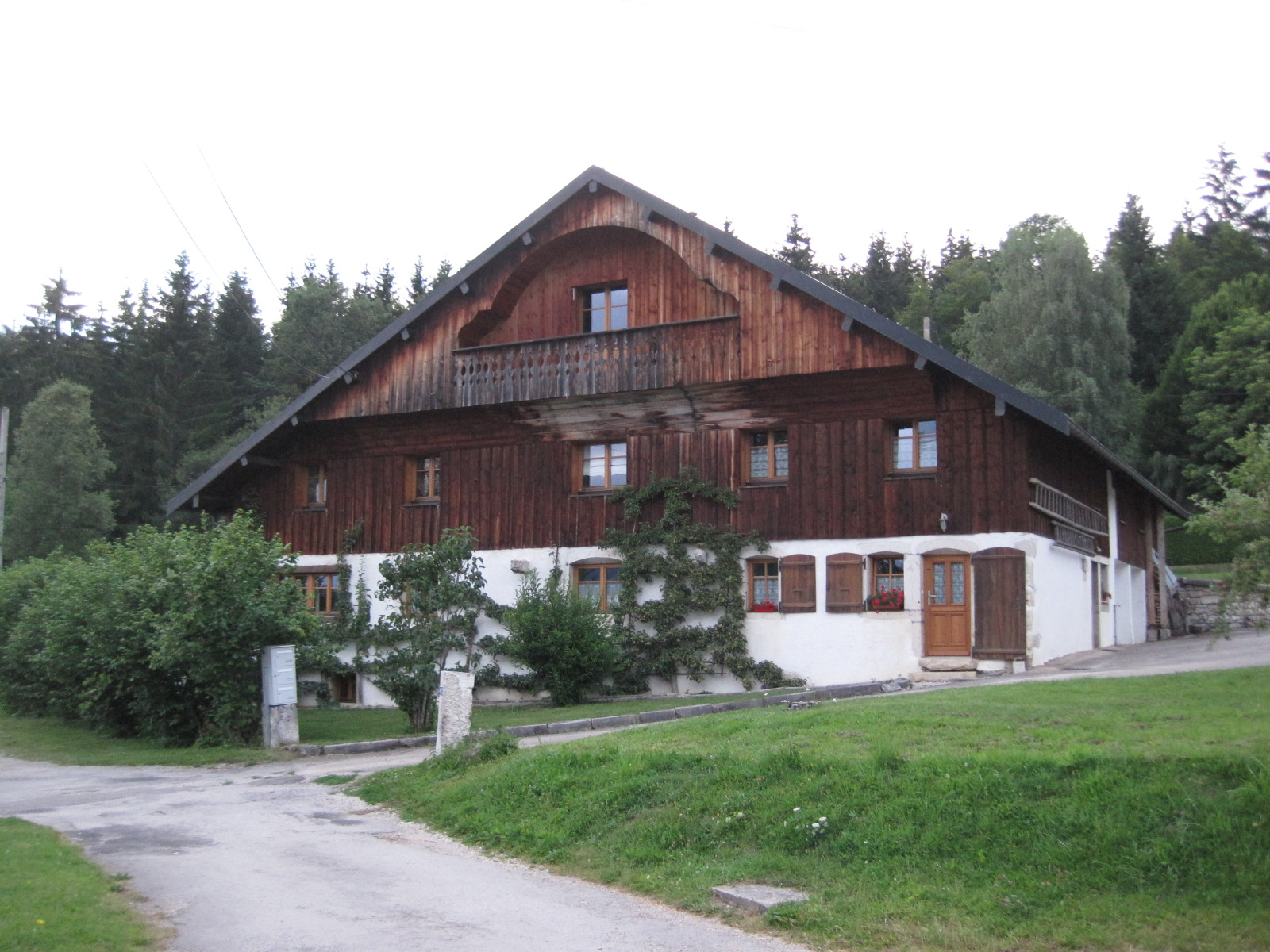
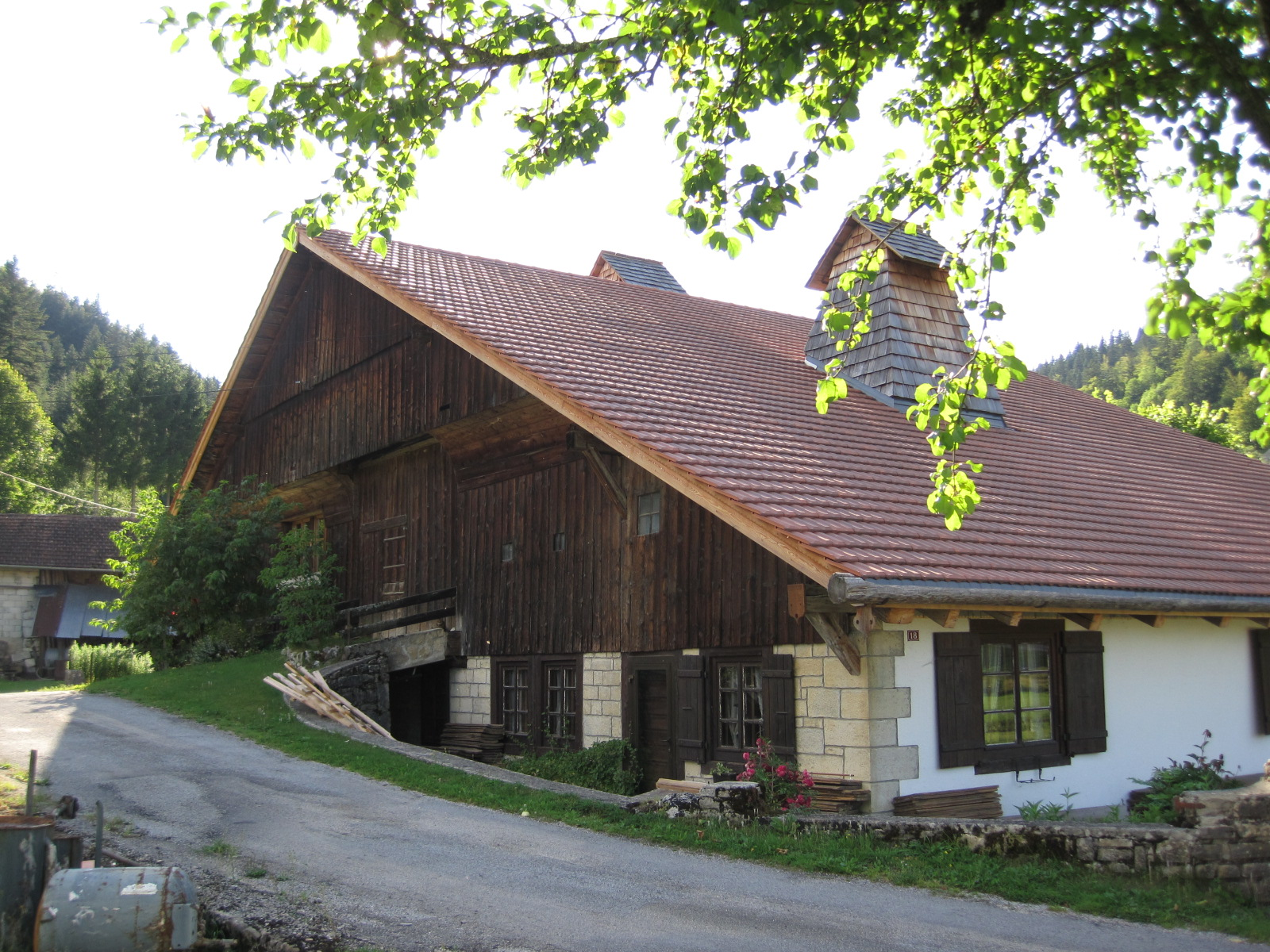
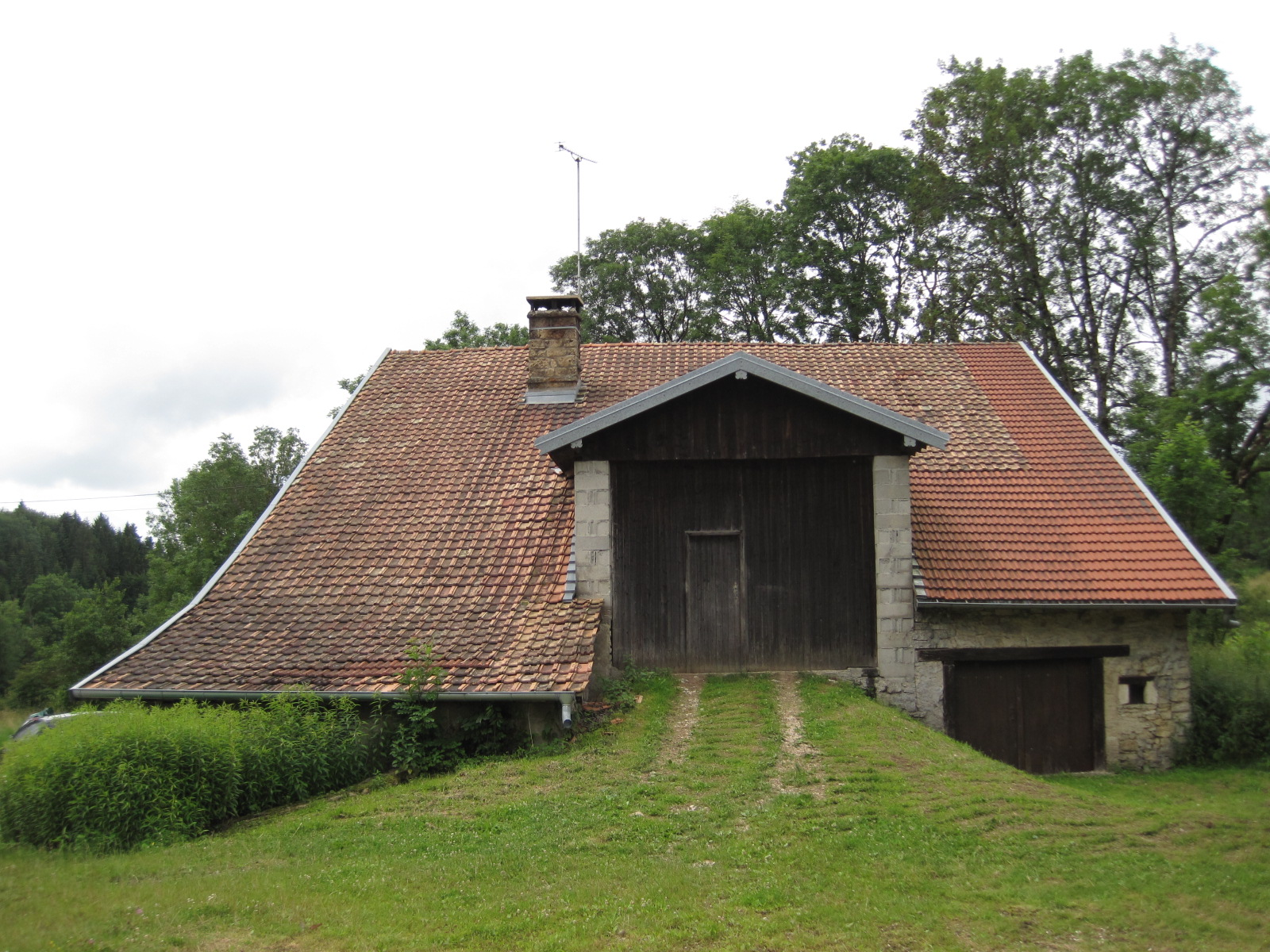

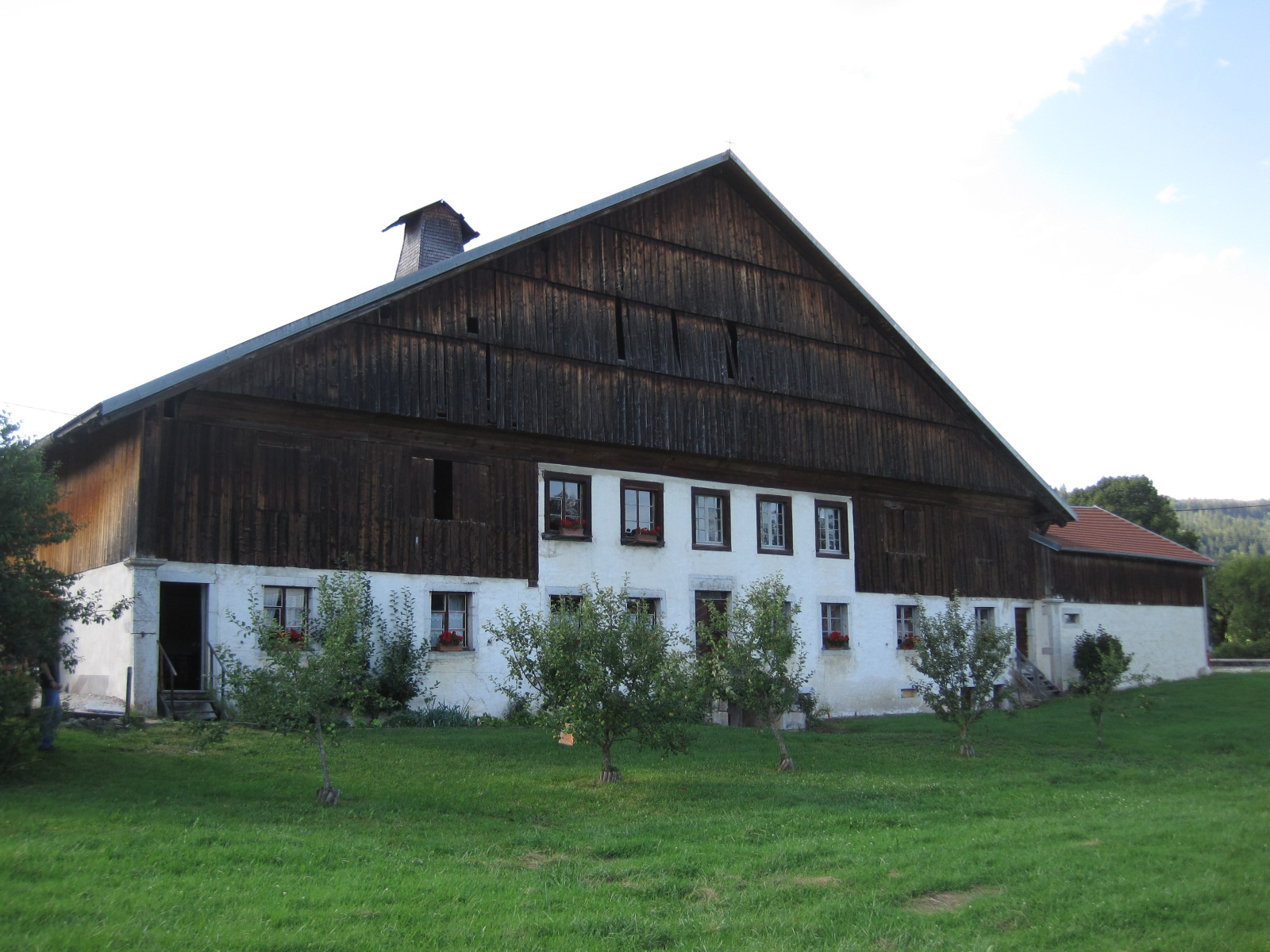
Ferme Jacquemot de Grand'Combe-Châteleu (XVIIIe siècle).

## Écomusées
- Ferme-musée La Pastorale de Bonnevaux (Doubs)
- Ferme Jacquemot de Grand'Combe-Châteleu (XVIIIe siècle)
- Musée des Maisons comtoises de Nancray (écomusée franc-comtois)

## Quelques variantes
- Chalet
- Architecture rustique en Suisse
- Habitation traditionnelle du Jura
- Maison de la Forêt-Noire